# كاسرات شمس
كاسرات الشمس، كعنصر معماري، هي شرائح خارجية ثابتة أو متحركة، افقية أو/و راسية ،توضع على فتحات المبنى، لتسمح بدخول الشعاع الشمسي في فصل الشتاء ولتمنع أشعة الشمس من الدخول في فصل الصيف. تُصنع هذه الشرائح من مواد مختلفة مثل الالومنيوم والفيبرجلاس والخرسانة.

## الواجهة الغربية
هذة الواجهة هي من أصعب الواجهات في معالجتها الحرارية حيث انها تتعرض لاشعة الشمس المباشرة في أعلى درجات حرارتها لذلك يجب قبل التفكير في الوسائل المعمارية الاصطناعية هو التفكير في توجية المبنى بحيث تقل الفتحات في هذا الاتجاه. 
لذلك فان في هذة الواجهة يلزم زيادة سمك الحائط واستخدام حوائط مزدوجة يوجد بينها طبقة عازلة. 
وأفضل الوسائل المعمارية هو استعمال كاسرات شمس راسية تتحرك مع زوايا الشمس. 

## الواجهة الجنوبية
تتعرض الواجهة الجنوبية لاشعة الشمس المباشرة في فترة منتصف النهار وتكون زاوية سقوط الشمس مرتفعة في الصيف ومنخفضة في الشتاء. 
وأفضل الوسائل المعمارية لمعالجة هذة الواجهات هو استخدام كاسرات الشمس افقية ثابتة ومتحركة، بلكونات وبرجولات.

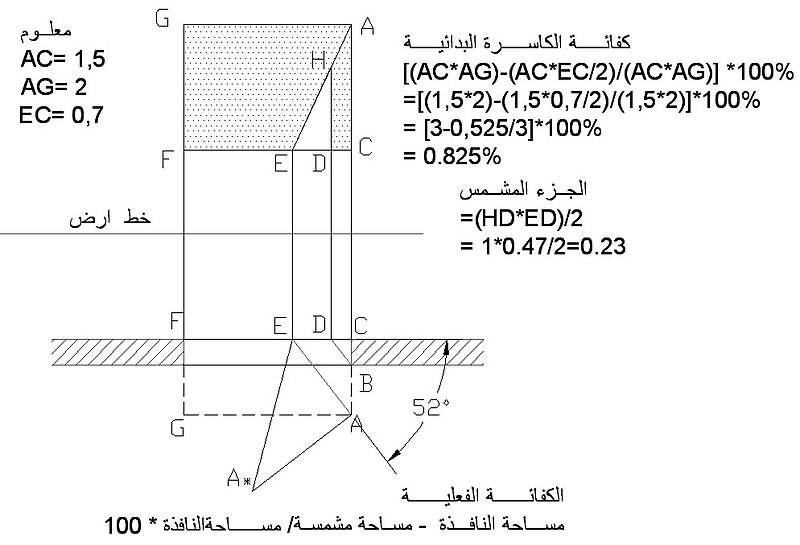
كاسرات-شمس

## وصلات خارجية
- محاضرة
- حساب ظل كاسرة